# Nykvarns IBF
Nykvarns IBF (auch bekannt als Nykvarn Steelers) ist ein professioneller schwedischer Unihockeyverein aus Nykvarn in der Großstadtregion Stockholm. Die Herren spielen in der Svenska Superligan, der höchsten Spielklasse Schwedens.
Der Stammverein, Nykvarns IF, ist für alle Breitensport-Teams zuständig. In der Saison 2024/25 sind dies die drei Herrenteams in der Division 1, Division 2 und Division 3 Södermanland, sowie die Juniorenteams der Damen und Herren, die jeweils in der Juniorallsvenskan antreten.

## Geschichte
Nykvarns IF wurde 1986 gegründet. Der Verein bestand zunächst nur aus einer Herrenmannschaft, die 1987 erstmals für den Ligabetrieb in der Division 1 Södermanland angemeldet wurde. Im gleichen Jahr wurde zudem eine zweite Mannschaft gegründet, die jedoch zunächst keine Ligaspiele absolvierte. 1993 ging die erste Frauenmannschaft aus Nykvarn an den Start. 1996 wurde die erste Jugendmannschaft ins Leben gerufen, in der Jungen der Jahrgänge 1985/86 antreten durften. In den nachfolgenden Jahren wurde die Jugendarbeit sukzessive ausgeweitet. Im Jahr 2009 wurde Turge Innebandy mit Nykvarns IF fusioniert.
Am Ende der Saison 2022/23 stieg die Herrenmannschaft von Nykvarns IBF in die Svenska Superligan auf. In der ersten SSL-Saison gelang Platz elf und damit der Klassenerhalt. In der Saison 2024/25 gelang dem Verein mit Platz acht erstmals die Qualifikation für die Playoffs. Im Viertelfinale der Playoffs traf die Mannschaft auf Storvreta IBK und schied mit 0:4 Spielen im Best-of-Seven-Modus chancenlos aus.
Die erste Damenmannschaft war ursprünglich für die Division 1 angemeldet, wurde jedoch vor Saisonbeginn zurückgezogen. Die zweite Damenmannschaft trat jedoch wie geplant an und wurde in der Saison 2024/25 ungeschlagener Meister in der Division 2  (19 Siege, ein Unentschieden).

## Stadion
Seine Heimspiele trägt der Verein in der Furuborghallen aus.